# Konakkuran, Malazgirt
Konakkuran là một xã thuộc huyện Malazgirt, tỉnh Muş, Thổ Nhĩ Kỳ. Dân số thời điểm năm 2011 là 2.121 người.